# Littleton Waller Tazewell
Littleton Waller Tazewell (Williamsburg, 17 dicembre 1774 – Norfolk, 6 maggio 1860) è stato un politico statunitense.

## Biografia
Fu il ventiseiesimo governatore della Virginia. Figlio di Henry Tazewell, studiò al College di William e Mary. Si trasferì a Norfolk nel 1802.
Fu governatore della Virginia sino alle sue dimissioni nel 1836 anno in cui decise di ritirarsi dalla vita politica. Nel 1866 il suo cadavere venne sepolto nuovamente nel Elmwood Cemetery. Suo nipote fu Littleton Waller Tazewell Bradford (1848-1918).

## Riconoscimenti
Sono state chiamate in suo onore la contea di Tazewell di Illinois e la Contea di Tazewell della Virginia.